# Steven Universo (personagem)

Imagem de Steven Universo, Garnet, Ametista e Pérola na praia

Steven Quartz Demayo Diamond Universe (em português Steven Quartz Demayo Diamante Universo), também conhecido como Steven Quartz Universe é um personagem fictício e o personagem titular da série animada Steven Universe, criada por Rebecca Sugar. Steven é um híbrido entre uma "Gem", um ser alienígena fictício que existe como uma pedra preciosa mágica projetando um corpo de luz em massa e um ser humano normal. Dublado por Zach Callison, ele estreou no episódio piloto da série e fez sua estreia na série principal no primeiro episódio, "Gem Glow". Ele aparece em quase todos os episódios da série, com exceção de "Jungle Moon", onde ele é fundido com Connie como Stevonnie durante todo o episódio. O enredo é desenvolvido a partir da perspectiva de Steven: o público aprende sobre o enredo e história de fundo como Steven faz. 
No Brasil ele é dublado por André Marcondes e as músicas são dubladas por João Victor Granja (Canções).

## Criação

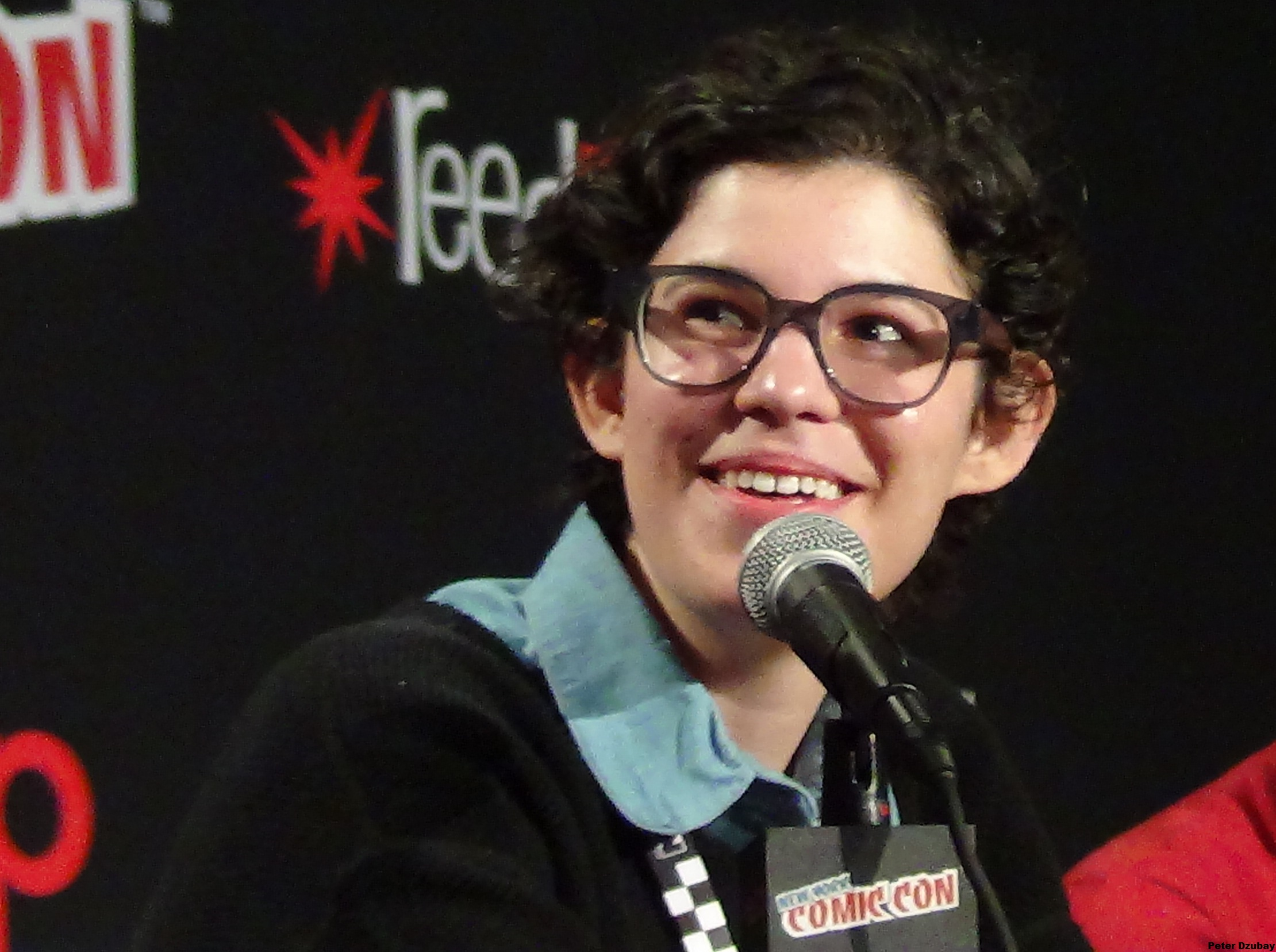
Rebecca Sugar, criadora de Steven Universo, na New York Comic Con 2014

Steven foi criado por Rebecca Sugar. Em termos de aparência e nome, Steven é baseado no irmão de Rebecca Sugar, Steven Sugar, que também trabalha na produção da série. No episódio piloto, Steven tinha um anel de ouro em torno de sua gema e parecia significativamente mais velho em relação ao seu design na série. Durante o desenvolvimento do piloto, Rebecca Sugar conversou com o criador de Hellboy, Mike Mignola, na qual ele enfatizou a importância de imagens repetitivas para criar um motivo. Isso inspirou a icônica camiseta estrela de Steven.

## Personagem
O protagonista, filho de Greg Universo e da Diamante Rosa, aproximadamente com 17 anos no final da série, e é o primeiro híbrido (Humano-Gem) que se tem conhecimento. A sua gem é um Diamante Rosa, que foi herdado de sua mãe após ela abrir mão da vida dela para dar vida a ele. Steven é um ser extraordinariamente único com poderes inatos além de ambos humanos normais e gems. Embora ele seja parte de um legado monumental de diamante, Steven é dedicado a cumprir seu destino como protetor da humanidade, assim como sua mãe era antes dele. Para Diamante Rosa dar a luz ao Steven, ela teve que sacrificar sua forma física para Steven existir.

### Personalidade
Steven é um menino otimista, amigável, extrovertido, de coração mole e despreocupado, com uma atitude despreocupada que é apreciada por muitos dos cidadãos de Beach City de uma forma ou de outra. Ele é musicalmente inclinado, um traço que ele herda de seu pai, com uma propensão a entrar em música e ocasionalmente tocar o seu ukulele. Steven também é muito compassivo, algo que Pérola observa que ele herda de sua mãe, e ele valoriza seus amigos e familiares. Ele é amigo de quase todos que conhece (mesmo em detrimento dele), raramente guarda rancor, e é muito não-discriminatório, nunca tratando ninguém com preconceito, nem mesmo seus inimigos. Não importa a situação, Steven sempre sai do seu caminho para apoiar seus entes queridos, mesmo que isso signifique colocar sua vida em risco, e ele evitará recorrer à violência, se possível. Ele preferiria fazer um compromisso e escolher a razão do que revidar. De acordo com Sugar, a maior falha de Steven é sua natureza abnegada; ele continuamente deixa de lado sua própria segurança e bem-estar emocional em favor dos outros, o que eventualmente prejudica sua saúde mental.

### Características

#### Aparência
De acordo com Pérola e Vidalia, Steven assume a aparência de ambos os pais, respectivamente. Ele é relativamente pequeno com uma constituição espessa e encorpada. Sua pedra é um Diamante Rosa que se localiza em seu umbigo, ele tem um pele rosada, um cabelo castanho ondulado, sobrancelha arredondada, grossa e castanha, testa pequena, íris pretas, nariz pequeno, ápice nasal e narinas altas, bochechas grandes e pelos de barba. Como revelado em Aniversário do Steven/O Aniversário do Steven, ele não cresceu entre os 8 e 15 anos.

#### Roupas
Ele usa uma camiseta vermelha com uma estrela dourada no centro, sua camiseta tem mangas curtas. Ele também usa calça jeans azul dobrada, e sandálias (chinelo de dedo) salmão-rosa. No filme ele usa uma camisa azul claro com uma estrela amarela no meio, uma calça jeans azul pouco dobrada e uma jaqueta rosa com detalhes brancos que representa a bandeira pansexual e chinelos salmão-rosa. Em Steven Universo: Futuro ele usa a mesma jaqueta, a mesma calça e o mesmo chinelo, oque muda é a sua camisa que virou preta com uma estrela amarela que era de seu pai Greg, que foi visto usando essa camisa em flashbacks.

### Habilidades
Sendo um híbrido humano/Gem, Steven é capaz de usar poderes de Gem, embora Steven não possui todas as habilidades de uma Gem normal, como poofar, não precisar comer, não precisar respirar, poder cheirar sem ter nariz, poder enxergar sem olho (ex: Nefrita), ouvir sem orelhas (ex: Topaz), e falar ou gritar sem boca (ex: Drusa). Como associado à sua pedra preciosa, os poderes de Steven são de natureza materna e seu controle de sua gem é baseado na clareza emocional.
Steven mostrou ter algumas habilidades normais de uma gem, ele pode se transportar usando os transportadores e embolar objetos e gems para serem tele transportados para o Templo com controle aparentemente completo. Ele não é estritamente dependente do oxigênio e é resistente ao vácuo como mostrado em Gem Oceano/A Joia do Mar e Corrida Espacial/Corrida Ao Espaço. Ele também mostra que ele é capaz de se fundir, como ele pode se fundir com Connie formando Stevonnie. Embora no início, eles tendem a se fundir espontaneamente quando eles dançam e, enquanto pensam um sobre o outro, em Corrida em Beach City/Ligação Beach City, eles se fundem e se refundem como Stevonnie à vontade. Além disso, ele mostrou poder se fundir com outras gems também, como ele primeiro se fundiu com Ametista para formar Quartzo Fumê (Quartzo Fumado) em Terráqueas/ Terráqueos. Steven também é capaz de mudar de forma, mas ele ainda não aprendeu a controlá-lo completamente. Sua primeira tentativa em Dedos de Gato e foi desastrosa, transformando-o temporariamente em um monstro de gatos. Ele não conseguiu mudar sua forma inteiramente, mas pode mudar livremente as partes de seu corpo como visto em Baixos Demais Pra Brincar/Não Estar à Altura. A sua maior façanha em mudança de forma é vista em Aniversário de Steven/O Aniversário do Steven, onde ele é capaz de usar a mudança de forma para tornar-se mais velho e mais novo. Apesar de sua atitude otimista e alegre, ele se mostra como um competente lutador com escudo e é capaz de ficar firme na maioria das situações, com sua habilidade consistentemente crescente devido à prática.
Apesar de ser educado em um ambiente isolado e nunca frequentar a escola convencional, ele possui não só uma boa parte do conhecimento geral, mas também mais campos científicos e técnicos como física, química e geografia devido a ser educado pela altamente intelectual Pérola. No entanto, devido ao próprio alívio das Crystal Gems sobre algumas atividades humanas, ele é bastante alheio a alguns termos sociais, como "família nuclear". O principal exemplo é durante sua conversa com Connie sobre uma reunião familiar em que Connie menciona o conceito de uma família nuclear, o que faz Steven pensar que ela acha que as Crystal Gems são radioativas. Outro exemplo é que, quando Connie apresenta Steven a sua série de romance favorita, Steven não tinha ideia da ordem dos livros da série e estava lendo-os fora de ordem.

#### Fusões
Até o episódio final do epílogo, Steven se fundiu com:
- Connie: Formando "Stevonnie"
- Ametista: Formando "Smoky Quartz" (no Brasil: Quartzo Fumê).

- Pérola: Formando "Rainbow Quartz 2.0" (Tendo essa numeração pois essa fusão já tinha sido feita entre Rose Quartz e Pérola anteriormente) - (no Brasil: Arco Iris Quartzo 2.0)

- Garnet (Rubi e Safira): Formando "Sunstone" (no Brasil: Pedra do Sol).

- Crystal Gems (Garnet, Pérola e Ametista): Formando "Obsidian" (no Brasil: Obsidiana), sendo a mesma da estátua do templo das Crystal Gems.
- Greg: Formando "Steg".

### Habilidades Naturais

##### Mudança de Idade
Conforme revelado no episódio Tantos Aniversários, Steven pode manipular sua idade através de seu estado mental. A idade de Steven depende unicamente da idade que ele pensa que é. A mudança de idade incontrolável também pode ser causada por suas emoções como a maioria de seus poderes.

##### Mudança de Forma

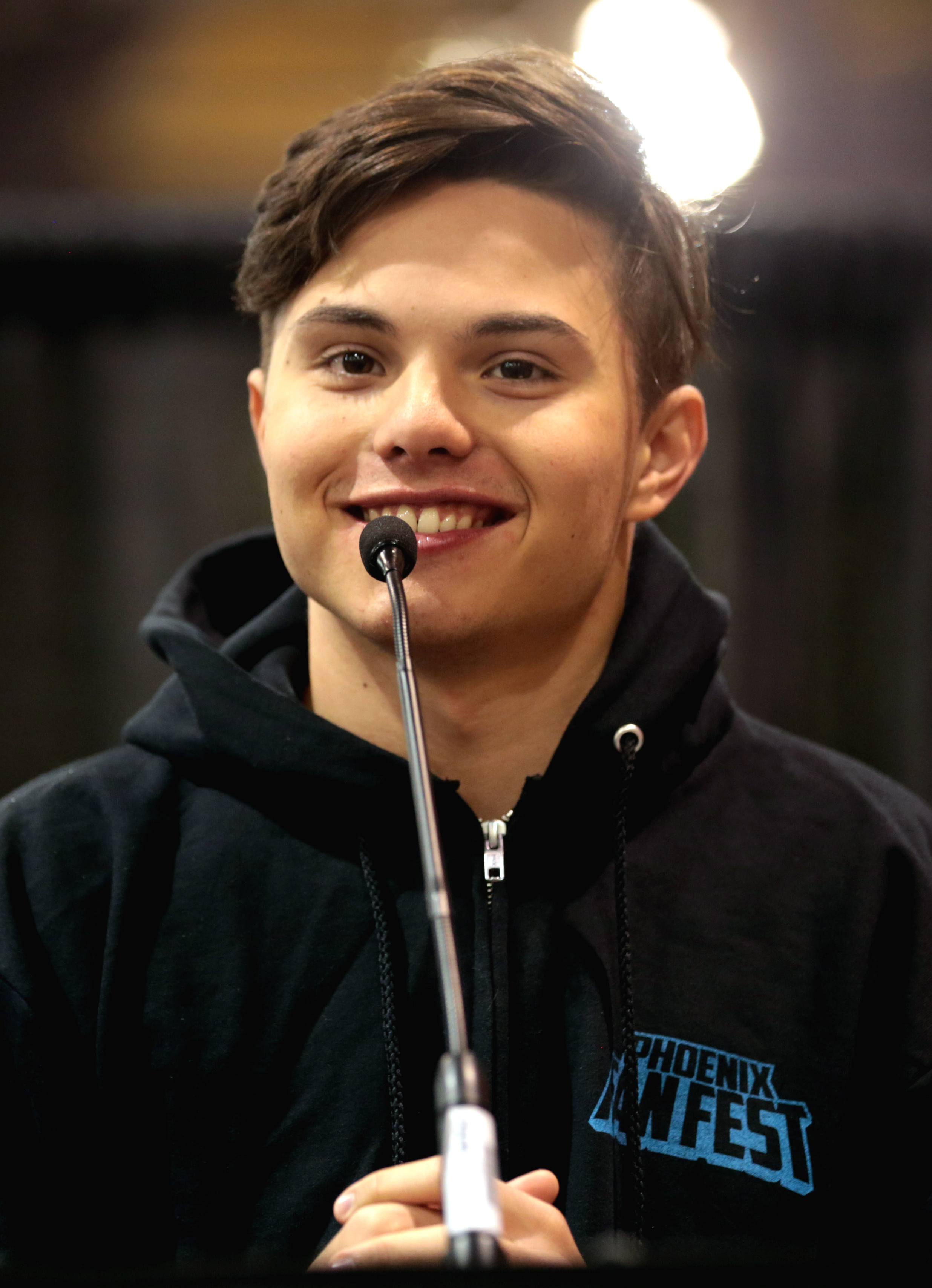
Zach Callison, voz original do personagem.

Steven possui algum nível das habilidades naturais de mudança de formas típicas de Gems, que ele exibiu pela primeira vez em Dedos de Gato, quando ele transforma suas mãos para ter dedos de gatos, mas ele perdeu o controle disso rapidamente. A partir de Baixos Demais Pra Brincar/Não Estar à Altura, ele mostrou ser muito melhor ao usar essa habilidade do que antes, podendo esticar várias partes de seu corpo por vontade repetidamente, embora, como uma Gem normal, ele só pode fazer mudança de forma por um certo período de tempo e sua natureza meio humana coloca mais uma pressão sobre o corpo do que a pressão das Gems. Em Eu Sou Meu Monstro Steven foi capaz de se transformar completamente em um monstro, acredita-se de que foi por conta de seu estado emocional abalado no momento.

##### Força Gem
Steven ocasionalmente executa feitos de força que seria impossível para uma criança humana de sua idade, ou mesmo um humano adulto. Em O Café da Manhã/Pequeno-Almoço Juntos, Steven é capaz de levantar, empurrar e forçar o Café da Manhã em seu estado de gem corrompida para a piscina de lava da sala das bolhas sem a ajuda do Crystal Gems. Ele também exibe uma grande quantidade de força em Jogos Eletrônicos/Febre dos Jogos quando ele rasga o topo do jogo de Arcade Ritmo Mania para salvar Garnet do seu vício. Ele exibe uma quantidade ainda maior de força em O Retorno/O Regresso quando ele esmaga o painel de mão da van do pai de Greg com um único soco, aparentemente suficientemente difícil para quebrar e ativar os Airbags. Em Curtindo Por Aí/Por aí a Curtir ele é capaz de mover Jenny longe da cápsula de fuga com pouco esforço. Mais tarde, em Amizade/Nave Amiga, ele é mostrado para ser forte o suficiente para jogar seu escudo com força suficiente para atordoar Peridot. Quando o Peridot não consegue abrir a tampa para a rede elétrica em Quando Chove, Steven pode abrir com pouco esforço. Ele é capaz de arrancar o painel de controle da máquina de perfuração quando ele funciona mal em Longe Demais/Demasiado Longe. Em Som na Caixa, Pai/Pai Ausente, Batida Quente, ele facilmente levanta uma caixa de artes musicais, uma tarefa que requer dois humanos adultos para alcançar. Como as gems são muito mais fortes e duráveis do que a aparência indicaria, a força super-humana de Steven é provavelmente transmitida a ele por sua mãe. Em episódios ainda mais recentes, sua força é ainda mais evidente, pois ele conseguiu lançar uma grande estátua de pedra de volta ao Bismuto, atirar uma grande rocha em Ametista e jogar Peridot no ar como um Ragdoll para pular no buraco da Jasper. Como se vê em Zoltron, Menino do Futuro/Zoltron, O Menino do Futuro, a força de Steven é subestimada e não intencional em situações por até ele mesmo, enquanto o robô Zoltron se transformou em pedaços. Em O Zoológico/O Zoo, ele deu um soco no seu pai com força suficiente para derrubá-lo vários pés e facilmente o carregou sobre a cabeça enquanto ele correu dos Humanos do Zoológico. A força de Steven foi demonstrada ainda mais no "Tigre  Filantropo", quando ele conseguiu lutar contra vários homens adultos condicionados sem cansar, inclusive ser capaz de levantar um homem adulto masculino acima de sua cabeça e jogá-lo a uma distância considerável. Em A Cabeça do Lars/Lars' Head, ele mostra facilmente empurrar uma rocha que as Rutile Twins e Rhodonite juntas foram incapazes de mover a rocha, fazendo com que as gêmeas até comentassem "Woah, forte." enquanto as três Gems o encaravam com admiração.

##### Artes Marciais
Steven mostrou exibir movimentos de artes marciais enquanto lutava durante o Tigre Filantropo. Devido à sua força sobre-humana, esses movimentos podem facilmente ferir ou nocautear outros humanos quando usados por Steven.

##### Super-Velocidade
Como mostrado em Greg Babá/Greg o Babysitter, Steven tem o poder de correr mais rápido do que qualquer humano normal.

##### Durabilidade Super-Humana
Como mostrado em Steven Contra Ametista e Bismuto, Steven é mais durável que o que sua fisiologia humana e sua estatura levaria a acreditar. Atendendo a sua natureza como uma Gem meio quartzo, seu corpo pode ter uma grande quantidade de sofrimento, como visto quando Ametista o afunda do ar e no chão da Antiga Arena Celeste, ele é capaz de se levantar e continuar lutando apesar sendo visto com roupas rasgadas, arranhões e contusões. No episódio "Bismuto", quando Bismuto lançou uma estátua de treinamento em Steven e bateu-o contra uma parede durante sua briga, ele emergiu com vários arranhões, mas não ficou gravemente ferido. Em Aventuras com Distorção de Luz/Aventuras Sob a Distorção da luz, a durabilidade de Steven permitiu-lhe lidar com a força total de uma viagem espacial mais rápida do que a luz. Considerando que um humano normal provavelmente teria sido esmagado pela pressão e as outras gems não conseguiram manter suas formas físicas juntas, Steven não só conseguiu sobreviver, mas também não mostrou sinais de lesões internas ou externas.

##### Resistência à Arma Gem
Porque Steven é meio humano e meio Gem, ele é resistente ao armamento anti-Gem. Ele pode passar pelos campos de desestabilização amarelos usados no Gem Warship e pode pegar o final vivo de um Desestabilizador Gem com um leve desconforto. É desconhecido o que a exposição a longo prazo faria a ele.

##### Inteligência Avançada
Embora nunca tenha sido dito diretamente, Steven mostrou ser extremamente inteligente por direito próprio. Ele é um solucionador de problemas natural, já que a maioria de suas aventuras iniciais dependia dele usando inteligência e criatividade para se livrar de problemas sem o uso de seus poderes. Ele também é capaz de conversar com a Connie altamente inteligente em pé de igualdade desde que se conheceram. Durante muitas das primeiras séries, sua inteligência foi ofuscada por sua imaturidade, algo que desapareceu à medida que amadureceu e mostrou o quão profundo ele pensa sobre as coisas, particularmente o que ele aprendeu sobre Rose Quartz, mesmo que ele tente ativamente não, apesar as Gems o ensinam sem ele precisar de escola, pois tudo o que Steven aprende é de inteligência de Gems era 1, ou seja, conhecimento maior do que o ser humano.

#### Habilidades Únicas
Devido a gem de sua mãe Rose Quartz, ele compartilha a maioria de suas habilidades únicas com ela.

##### Proficiência de Escudo
Devido a possuir a pedra preciosa de sua mãe, Steven pode convocar o escudo de Rose. Porque os poderes de Steven são de natureza materna, ele é obrigado a sentir uma forte necessidade de proteger e ajudar os outros chegando a convocar seu escudo, já que a maioria de seus poderes são sentimentais. No começo, ele tem pouco ou nenhum controle sobre como convocá-lo, apenas chamando-o por chance ou quando em perigo mortal. A partir de Juramento à Espada/Jura Perante a Espada, Steven agora é capaz de não apenas invocar seu escudo com pouco esforço, mas também aumentar seu tamanho à vontade. Ele parece ter se tornado bastante habilidoso em empunhá-lo, pois ele conseguiu usá-lo em conjunto com sua bolha protetora e se defender contra os ataques de Pérola. Ao contrário de algumas outras gems, ao invés de "puxar" seu escudo para fora de sua gem, aparece sobre seus braços semelhantes às manoplas de Garnet aparecendo sobre suas mãos. A partir de Amizade/Nave Amiga, ele se tornou completamente capaz de convocar seu escudo a qualquer momento, ele o exige, mesmo podendo dimensionar seu escudo grande o suficiente para defender as Crystal Gems. Nota-se, no entanto, que o uso excessivo de seu escudo exausta Steven (como usá-lo três vezes em um dia). O escudo é extraordinariamente durável. O maior testamento de sua durabilidade é mostrado em "O Retorno", quando foi capaz de suportar um tiro carregado da Nave Mão. A partir de Bate o Chicote/Pulso Firme, Steven pode convocar seu Escudo quantas vezes quiser sem cansar, mesmo convocando mais de um. Isso mostra que seu cansaço foi possivelmente devido à inexperiência. O escudo também tem propriedades reflexivas fortes o suficiente para refletir um laser acionado a partir de um Robonóide Escaneador, como visto em "Off Colors".
- Escudo de Projétil: Steven, quando com grande excitação, pode jogar seu escudo como um projétil com grande velocidade e poder. Em Amizade/Nave Amiga, ele o arma como um ataque à distância contra Peridot, batendo na cabeça com precisão suficiente para paralisá-la temporariamente. Em Bate o Chicote/Pulso Firme Steven joga dois escudos ao mesmo tempo em uma partida de treinamento com Connie. Como visto em "Steven contra Ametista", Steven pode fazer Boomerang com seu escudo fora de vários alvos, fazendo com que ele volte a sua mão. Seu escudo também tem bordas afiadas e pode cortar substâncias tão resistentes quanto a rocha sólida antes de retornar a ele, atingindo Ametista no processo, mostrando a crescente habilidade de Steven nesta técnica.
- Vibração do Escudo: Em certas ocasiões em que o escudo de Steven é atingido, ele emite uma vibração audível que desabilita construções mágicas. Em Gem Oceano/A Joia do Mar, desestabiliza os clones de água de Lapis Lazúli quando uma bola de água atingiu o escudo de Steven. Parece também desempenhar um papel breve em Juramento á Espada/Jura Perante a Espada, quando um Holo-Pérola ataca seu escudo, e e o escudo se desativa prontamente (o mesmo som no episódio anterior pode ser ouvido como o faz).
- Combate Tag-Team: Devido ao vínculo estreito que eles compartilham, Steven pode coordenar suas técnicas de escudo perfeitamente com a espada de Connie, como lutar de costas para defender e atacar simultaneamente ou catapultando Connie de seu escudo para um ataque de corte poderoso.
- Expandir escudo: Steven usa pela primeira vez esse poder em O Retorno/O Regresso, como não experiente, ele se cansou rápido, depois em Juramento à Espada/Jura Perante a Espada, Steven agora é capaz de aumentar o tamanho do escudo à vontade.
- Empunhando Dupla: Como visto em Bate o Chicote/Pulso Firme, Steven pode manifestar mais de um escudo.

##### Saliva de Cura
A saliva de Steven tem o poder de curar as feridas de humanos e gems, e até objetos inanimados. As capacidades de cura de Steven ainda não foram vistas em toda a extensão de seu poder, mas ele é mostrado ser capaz de curar gems rachadas como visto quando ele curou Lapis Lazuli em Gem Oceano/A Joia do Mar. Ele também pode curar lesões e condições humanas comuns, visto quando ele curou a visão de Connie em Um Beijo Indireto e a perna quebrada de Greg em O Hóspede. Durante o final de O Hóspede, a fita adesiva utilizada para consertar o Geodo tem o mesmo efeito de brilho que a sua saliva, e é especulado que a fita adesiva substituiu o cuspe, embora o brilho possa ter sido usado como efeito. Em O Teste, as Crystal Gems observam que Steven perdeu sua habilidade de cura e que seu teste deveria aumentar sua confiança e, portanto, evitá-lo de perder outras habilidades. Sua perda de habilidades de cura pode ser puramente psicossomática. Peridot pediu a Steven para consertar o transportador da Galáxia Warp  com sua saliva em Pegar e Largar/Apanhar e Soltar, sugerindo que ele pode ser usado para curar mais do que apenas gems ou humanos. Em Reencontro Monstruoso/Reencontro de Monstros, as habilidades de cura de Steven voltaram a curar M.C. Ursinho/M.C. Urso, mostrando de forma conclusiva que seus poderes afetam objetos inanimados e podem curar parcialmente a Centípoda/Centos-Caravelho. Em Terráqueas/Terráqueos, Steven tentou curar Jasper de sua corrupção rastejante, mas foi jogado de volta. Em Na Bolha/Numa Bolha, Steven cura com sucesso a gem quebrada da Olho/Pirata.

##### Lágrimas de Ressurreição
Como sua mãe, Steven possui a capacidade de ressuscitar os mortos com suas lágrimas mágicas. O destinatário fica cor-de-rosa e ganha habilidades especiais, como a capacidade de acessar a Dimensão do Leão através do cabelo do ser ressuscitado. Dois casos conhecidos deste são Leão e Lars.

##### Fitoquinesia
Usando sua saliva curativa, Steven é capaz de cultivar uma flora consciente, lambendo as sementes das plantas. Em Steven Melancia, Steven descobre que ele tem a capacidade de cultivar melancias em forma de si mesmo. Eles agiram como seus guarda-costas, mas eles não estão diretamente sob seu controle, e a Melancia Stevens ignora suas ordens e ataca quem quer que eles pensem que está ameaçando ele, sugerindo que ele não tem pleno domínio dessa habilidade até agora. Parece que isso mudou, uma vez que abóbora foi trazido à consciência era completamente não hostil pois quando Steven machucou outra abóbora ele não o atacou e também possuía suas próprias opiniões dos outros. Também é possível que, no caso da abóbora, Steven tenha pleno conhecimento da habilidade e assim controle sobre ela, enquanto que no caso dos Stevens Melancias foi acidental.

##### Bolha Escudo
Steven pode convocar uma bolha incrivelmente durável, como mostrado em Amigos de Bolha/Amigos Numa Bolha. A bolha envolve ele e outros que ele está protegendo. Em Juramento a Espada/Jura Perante a Espada, é mostrado que Steven é capaz de convocá-lo de forma reflexiva, como instintivamente convoca sua bolha para se proteger e Connie devido à sua cautela de Holo-Pérolas como resultado dos eventos em Samurai Steven/Steven, O Lutador de Espada. Em Pesadelo Hospitalar/Hospital Pesadelo, é mostrado que Steven pode expandir sua bolha para afastar os inimigos. Em "I Am My Mom", Steven usou sua bolha para libertar-se e seus amigos de Topaz, embora exigisse muita concentração para fazê-lo. Em Amigos de Bolha/Amigos Numa Bolha e Na Bolha/Numa Bolha, está implícito que a bolha pode gerar sua própria atmosfera interna, como aconteceu com Steven e Connie que sobreviveram na bolha por horas apesar de estarem em um lugar apertado, e Steven é capaz de respirar dentro de uma bolha que ele acabou de gerar no vácuo do espaço.
- Bolha de Espinhos: Como mostrado em Steven Contra Ametista, Steven pode transformar sua bolha de maneira que aparecem picos afiados ao longo de sua superfície
- Bolha de Longo Alcance: Steven pode esticar um lado de sua bolha em um pequeno túnel que o conecta a outra bolha.
- Expandir e Encolher: Além da bolha explodir depois de aumentar de tamanho em Pesadelo Hospitalar/Hospital Pesadelo, Steven mostrou a capacidade de crescer e diminuir cada vez mais a bolha em Na Bolha/Numa Bolha.
- Auto explodir: Steven pode "estalar" sua bolha para derrubar os inimigos ao redor, como visto em Pesadelo Hospitalar/Hospital Pesadelo, onde ele fez um explosão muito longe que fez as gems mutantes voltarem para trás de novo ao estourar sua bolha. Sua bolha também explode quando ele estiver assustado, como visto em Juramento a Espada/Jura Perante á Espada, quando Pérola surpreende Steven, ou se uma pressão imensa é aplicada à bolha, como se vê em Caçando Gems/Caça ás Joias, quando o Monstro da Neve explodiu a bolha do Steven pisoteando nela.
- A extensão da durabilidade da bolha é desconhecida, embora tenha sobrevivido a maioria dos seguintes acontecimentos:
  - A tremenda pressão de uma trincheira do oceano em Amigos de Bolha/Amigos Numa Bolha.
  - Sendo esmagado por um Injector que cai em Sem Destino/Em Fuga.
  - Um tiro de um raio da morte em Diga Tio/Diz Titio.
  - Um acidente espacial em Libertador/Fuga da Prisão.
  - O vácuo do espaço em Na Bolha/Numa Bolha.

##### Telepatia Empática
Em Clube do Horror/O Clube de Terror de Beach City, Steven é capaz de sentir a presença do monstro da farol e seu estado emocional. No episódio Chille Tid/Tá-se Bem, mostra-se que Steven pode se comunicar com Gems através de seus sonhos. Steven fala para Lapis Lazúli mentalmente enquanto sonhava. Ele também viu Jasper e Malaquita no mesmo sonho na Zona da Malaquita e elas também o notaram. Steven foi mostrado mais tarde em Broca de Gems/Fura Joias para poder se comunicar com a drusa em dificuldades enquanto estava lutando para se formar. Em Entregas de Pizza da Kiki/Serviço de Entrega de Pizzas da Kiki ele ajuda Kiki a combater seus demônios internos em seus sonhos. Esta habilidade veio principalmente à luz, enquanto outros seres estão sob tumulto emocional. Em O Sonho do Steven/O Sonho de Steven, ele mostra um estranho desenvolvimento dessa habilidade, ao poder ver subconscientemente através dos olhos de Blue Diamond, enquanto chora suas lágrimas. Isso pode acontecer mesmo quando ele está acordado, até quando estiver próximo dela, embora isso possa ser o resultado dos próprios poderes empáticos da Diamante Azul visto em O Julgamento.
- Transferência Mental: Primeiro mostrado em Super Ilha Melancia/A Ilha dos Super Melancias, quando ele é capaz de tomar o controle de um Steven Melancia, Steven é capaz de transferir sua consciência para outro ser vivo com o qual ele tem uma conexão enquanto seu próprio corpo está dormindo. A mente verdadeira do corpo hospedeiro fica adormecida enquanto ele controla. A extensão total dessa habilidade é desconhecida. Em O Novo Lars, Steven mostrou ser capaz de possuir alguém que ele pensando enquanto dorme.
- Ligação Mental: Primeiro mostrado em "O Sonho do Steven", Steven é capaz de vincular sua mente com outro ser. Este poder permite que Steven sinta as emoções do alvo e veja o mundo através de seus olhos. Por exemplo, se o alvo estiver chorando, Steven também chorará, independentemente de seu próprio estado emocional atual. Quando Steven dorme, seu sonho será o que o alvo esteja olhando. Steven não precisa de forma voluntária ligar as mentes com uma pessoa para que esse poder funcione, já que ele originalmente não sabia que sua mente estava vinculada com a de Diamante Azul.
- Projeção de Aura: No episódio "Reunidos", enquanto sua mente estava ligada a Diamante Azul e Diamante Amarelo, Steven foi capaz de manifestar e projetar uma poderosa aura rosa, que por sua vez os convenceu de que ele era verdadeiramente a Diamante Rosa. Isso é algo que apenas um diamante demonstrou ser capaz de fazer.
- Projeção Astral: É mostrado em "Reunidos" que se Steven for nocauteado com força suficiente, sua mente entrará em uma dimensão astral enquanto seu corpo permanecer em coma. Enquanto neste estado, ele não pode interagir ou se comunicar com ninguém no mundo físico, a menos que ele passe por eles, assim se comunicando mentalmente. Não se sabe como Steven pode retornar ao mundo físico por conta própria. Steven usou essa nova habilidade para inspirar seus companheiros de equipe a continuar lutando e convencer as Diamantes a parar o ataque.

##### Flutuar
Como mostrado em Steven Voador/Steven Flutuante, Steven, como Rose, pode levitar seu corpo e até mesmo manipular sua gravidade com base em suas emoções. Quando ele pensa pensamentos felizes, ele flutua lentamente até o chão, enquanto quando está triste ou irritado, ele desce muito mais rápido. Enquanto flutuava lentamente, qualquer coisa que ele toca também flutuará tão devagar, não importa quão grande. Isso também permite que ele pule mais alto do que o normal, tendo sido capaz de saltar para o rosto do templo e até acima das nuvens. Foi visto pela primeira vez em A Espada de Rose/A Bainha da Rosa, enquanto Steven salta para uma ilha terrestre flutuante para alcançar Pérola, no entanto, ela se vira para olhar ele fazendo com que ele perca a concentração e caia, mas se segurar nas raízes da ilha. Steven mostra que tem algum controle sobre seus poderes em Steven contra Ametista e em Reencontro Monstruoso/Reencontro de Monstros quando ele facilmente pula para chegar à bolha de Centípoda/Centos-Caravelho e descer com segurança novamente. Ele mostra sua habilidade de pular distâncias extremas novamente em O Sonho do Steven, ao tentar pegar o navio da Diamante Azul, mas é lançado de volta pela nave decolando.
- Interferência Elétrica: Em "Capacidade Máxima", Steven parecia ser capaz de controlar a TV de Greg com base em sua emoção. Por exemplo, quando ele ficou chocado, a televisão ficou estática. No entanto, como Rose, não se sabe se isso é uma habilidade ou se isso foi para um efeito dramático.

### Ataque ao Prisma
Steven atua como o personagem de apoio em Steven Universo: Ataque ao Prisma. Ele não pode ser danificado e carrega os itens para a equipe. Ele ostenta mais movimentos em toda a equipe. No entanto, nenhum de seus movimentos causa danos, exceto o contador do escudo de bolha.
- Encourage: Um movimento de Steven desde o início da gameplay. Steven incentiva uma das Crystal Gems, curando-as por 10 de Harmonia. As atualizações para este movimento aumentam 5 vezes a quantidade de cicatrização, terminando como um máximo de 30 de Harmonia. Este movimento leva 2 Star Points e é melhor usado como um substituto na batalha por itens.

- Bubble Shield: Inicialmente Steven usa seu escudo de bolha para colocar alguma gem nele, protegendo-os de 1 ataque. Quando eles contra-atacam na bolha, o inimigo que está atacando tira o dano, desde que a greve foi corpo a corpo. As atualizações para este movimento diminuem o custo de Star Points de 2 para 1
- Escape: O nome diz tudo. Este movimento custa 4 Star Points e dá às Gems a chance de escapar. Upgrades para este movimento aumentam as chances de escapar e reduz o custo para 3 Pontos de Estrela. Use apenas em circunstâncias extremas.
- Ukulele: Steven usa seu ukulele para tocar uma música que tem uma variedade de efeitos, dependendo da música. Cada um deve ser desbloqueado separadamente.
  - Cure Song: Custa 3 Star Points e cura as condições de status de todos. Melhor usado se todos estiverem aflitos com um status e você não tiver um Feelgreat Tea.
  - Defense Song: Aumenta a defesa de todos. Custa 3 Star Points.
  - Strong Song: Fortalece o ataque de todos. Custa 5 Star Points. É melhor usar o Get Beefy Song a menos que todos estejam completamente curados e você não tenha Star Points suficientes.
  - Lucky Song: Fortalece a sorte de todos e custa 4 Star Points.
  - Get Beefy Song: A melhor canção. Aumenta o ataque de todos e cura todos completamente. Custa 7 Star Points.
- Cheeseburger Backpack: Onde Steven armazena os itens. Steven tem esse movimento desde o início, mas é inutilizável até você obter um item. Steven usa um item que faz um efeito dependendo de qual item ele é. Certos itens, como Gemstones e Level Up Charms, não podem ser usados em batalhas. Esta jogada custa 0 Star Points, mas só pode ser usada uma vez por turno.

## Recepção
Steven foi bem recebido pelos fãs e pela crítica. Susana Polo, da Polygon, elogia Steven por ser o "antídoto da masculinidade tóxica", pois seus traços dominantes de empatia e bondade são o que o tornam um membro vital das Crystal Gems. Polo também elogia a subversão das definições de gênero de Steven, sendo ele um menino em um papel feminino com habilidades defensivas que se manifestam em tons de rosa. Da mesma forma, em uma postagem no Bitch Flicks, Ashley Gallagher também elogia a rejeição de Steven à masculinidade típica e seus poderes femininos e defensivos estereotipados, como seu escudo e sua cura, ao mesmo tempo que expressa aprovação de seu relacionamento com Connie.